# Tokapua Toraja
Tokapua Toraja is het tweehonderdvijfentwintigste stripverhaal uit de reeks van Suske en Wiske. Het scenario was deze keer weer van Paul Geerts en Marc Verhaegen samen. De tekeningen zijn van Verhaegen alleen. 
Het is gepubliceerd in De Standaard en Het Nieuwsblad van 14 april 1994 tot en met 5 augustus 1994. De eerste albumuitgave in de Vierkleurenreeks was in november 1994, met nummer 242.

## Locaties
- België, Indonesië tussen Borneo en de Molukken, Java, Celebes (Sulawesi), Tana Toraja, Makale, Rantepao, een door oerwoud overwoekerde ruïne van een tempelcomplex

## Personages
- Suske, Wiske, tante Sidonia, Lambik, Jerom, postbode, Maria Linorante (gids), Nazi Goreng[1], Tautau Bambang Goreng en zijn zoon (Lasso Bosi Kambang Sampiak), dorpelingen

## Het verhaal
De vrienden zijn in Indonesië. Ze sturen Jerom, die thuisgebleven is, een kaartje vanaf Java. Op weg naar Torajaland zien ze de voorbereidingen van het Pesta Mati. Tante Sidonia wil dit meemaken, maar de gids doet het met tegenzin. De karbauen moeten eerst met elkaar vechten om te zien welke het sterkste is, daarna worden de dieren geslacht. Lambik en Suske redden een klein meisje en haar vader nodigt de vrienden uit als eregast bij de Pesta Mati van zijn vader Tokapua. De gids wil niet blijven en Suske en Wiske vinden dit maar verdacht. Tante Sidonia betuigt haar deelneming aan de man, maar deze vertelt dat overlijden geen droevige gebeurtenis is bij hen. De vader van de man, Bambang Djatmoko, was erg geliefd en de hele week wordt er feestgevierd. Tante Sidonia bonkt met de vrouwen op een houten kuip om de goede geesten gunstig te stemmen en Lambik ontdekt de Tautau van Moko. De kist wordt op een draagstoel van bijeengebonden bamboestammen naar beneden gebracht maar dan komt Nazi Goreng, de oudere broer van de overledene, bij de dorpelingen en vertelt dat hij de Raja van het district zal worden. Nazi Goreng heeft ooit de graven van de voorouders onteerd en in brand gestoken en de dorpelingen jagen hem weg. Suske en Wiske zien dat Maria het bos in loopt en ze splitsen zich op. Suske komt in problemen door een bariroesa, maar makaken jagen de dieren weg. Suske wordt ook door de makaken verjaagd en Wiske komt in problemen door een slang, maar wordt gered door een bosgeest. De kinderen vertellen wat er is gebeurd en tante Sidonia besluit dat ze de dorpelingen moeten helpen. De tovenaar voorspelt de toekomst met een varkenslever, hij ziet onheil en een donkere gedaante in het woud. ’s Nachts raken de varkens en buffels in het dorp in paniek en de dorpelingen zien enorme gestaltes het dorp verwoesten. Garoeda, het rijdier van de hindoegod Vishnoe is half mens en half adelaar, duikt op en schiet brandende pijlen naar het dorp. Als er gefloten wordt, trekken de creaturen zich terug in het woud en het dorp is een ravage geworden. De vrienden willen met Nazi Goreng praten, maar Maria weigert hen door het bos te leiden en zegt dat ze last heeft van haar voet. Tante Sidonia blijft met Maria in het dorp, Suske, Wiske en Lambik gaan het woud in en vinden stenen in de vorm van een doodshoofd. Lambik komt in een val terecht, maar Suske en Wiske kunnen hem hieruit halen. De vrienden vinden een door oerwoud overwoekerde ruïne van een tempelcomplex en Suske en Lambik redden de bosgeest van een reuzenslang, het blijkt Maria te zijn. Maria vertelt dat Nazi Goreng haar vader is, ze heeft hem al jaren niet gezien maar herkende zijn stem meteen. Ze vertelt dat haar vader in razernij ontstak toen hij geen Tokapua, Raja, werd en de graven heeft onteerd en ze schaamt zich erg voor de daden van haar vader.
Wiske wordt door Nazi Goreng gevangengenomen in een kamer vol reuzenspinnen en Suske en Lambik worden geraakt door een vallende steen. Maria moet de vrienden vastbinden en ze worden allemaal opgesloten in het tempelcomplex, Lambik ziet hoe Nazi Goreng poeder blaast over een beeld dat daarna tot leven komt. Maria kan een opening in de muur maken en Suske gaat op zoek naar Wiske, Lambik en Maria gaan naar het dorp. Suske vindt een boek met toverspreuken en leest dat je met een slag op een zware gong de betovering ongedaan kunt maken. Nazi Goreng ontdekt dat de vrienden zijn gevlucht en wekt alle beelden tot leven en Suske kan Wiske redden uit de kamer vol giftige spinnen. Suske en Wiske moeten vluchten voor een stenen beeld en rennen dan tegen een grote gong, het beeld verkruimelt en de kinderen gaan richting het dorp. Tante Sidonia vindt Lambik en Maria en hoort wat er is gebeurd, de vrienden gaan naar het dorp en ontdekken dat het lichaam van de overledene verdwenen is. De geest van Bambang Djatmoko is in de Tautau gekomen en het beeld vertelt dat zijn rust is verstoord door de daden van zijn broer. Het beeld brengt de vrienden naar de begraafplaats en laat de beelden op de galerijen zien, hij brengt de beelden tot leven en ze klimmen naar beneden. De stenen beelden vallen het dorp aan en de Tautau verdedigen het dorp samen met de vrienden. Suske en Wiske zien de gevechten en rennen naar een grote gong, maar Nazi Goreng houdt hen tegen. Dan wordt Maria door een stenen beeld gegrepen en Nazi Goreng slaat zelf op de gong, de stenen beelden verkruimelen en de dorpelingen willen Nazi Goreng stenigen. Maria neemt het op voor haar vader en stelt voor om samen de graven te herstellen, daarna zullen ze vrijwillig uit het dorp vertrekken en in het oude tempelcomplex gaan wonen. Maria biedt haar excuses aan de vrienden aan, ze heeft zich niet netjes gedragen toen de vrienden het dodenfeest wilden bezoeken. Het lichaam van de overledene is terug in de kist en zijn geest is naar de betere wereld vertrokken, zijn zoon biedt Maria aan om in het dorp te blijven wonen. Maria weigert, er zullen later weer gevoelens gaan spelen die de ruzie zullen doen oplaaien en ze vertrekt met haar vader. De vrienden nemen afscheid van de dorpelingen en Jerom haalt hen op van het vliegveld, de vrienden komen eerder terug dan gepland want ze hebben een ongeluk gehad door chauffeur Lambik en zitten allemaal in het gips.

## Trivia
- Tongkonan zijn unieke huizen van een speciale vorm, die alleen in Torajaland te vinden zijn. Een voorbeeld is Tongkonan Lion Liuk in Torajaland.
- Het verhaal speelt zich af in het Toraja hoogland gebied op Zuid-Sulawesi.
- Tokapua is Behasa Toraja en het betekent 'dorpshoofd', echter is dit een oude taal maar het wordt door vrijwel iedereen in Toraja gesproken.
- Tau Tau is een Toraja dodenpop.